# Photinus curtatus
Photinus curtatus är en skalbaggsart som beskrevs av Green 1956. Photinus curtatus ingår i släktet Photinus och familjen lysmaskar. Inga underarter finns listade i Catalogue of Life.